# Kościół Matki Boskiej Bolesnej w Wałbrzychu
Sanktuarium Matki Boskiej Bolesnej w Wałbrzychu – najstarsza świątynia miasta. Mieści się przy placu Kościelnym.
Zbudowany na miejscu pierwszego kościoła z XIV wieku, gruntownie przebudowany na barokowy w latach 1714–1718. Posiada barokowy wystrój wnętrza oraz studzienkę (nieczynną), z którą wiąże się legenda o założeniu miasta. Obecnie Sanktuarium Matki Bożej Bolesnej Pani Wałbrzycha – kościół pomocniczy parafii Świętych Aniołów Stróżów w Wałbrzychu. Obiektem kultu jest piętnastowieczna statua Matki Bożej Bolesnej (Pietà) umieszczona w barokowym ołtarzu głównym.
W kościele znajduje się pozytyw, wyremontowany w 2010 roku przez firmę Adama Wolańskiego. Instrument posiada 5 rejestrów oraz mechaniczne: trakturę gry i trakturę rejestrów

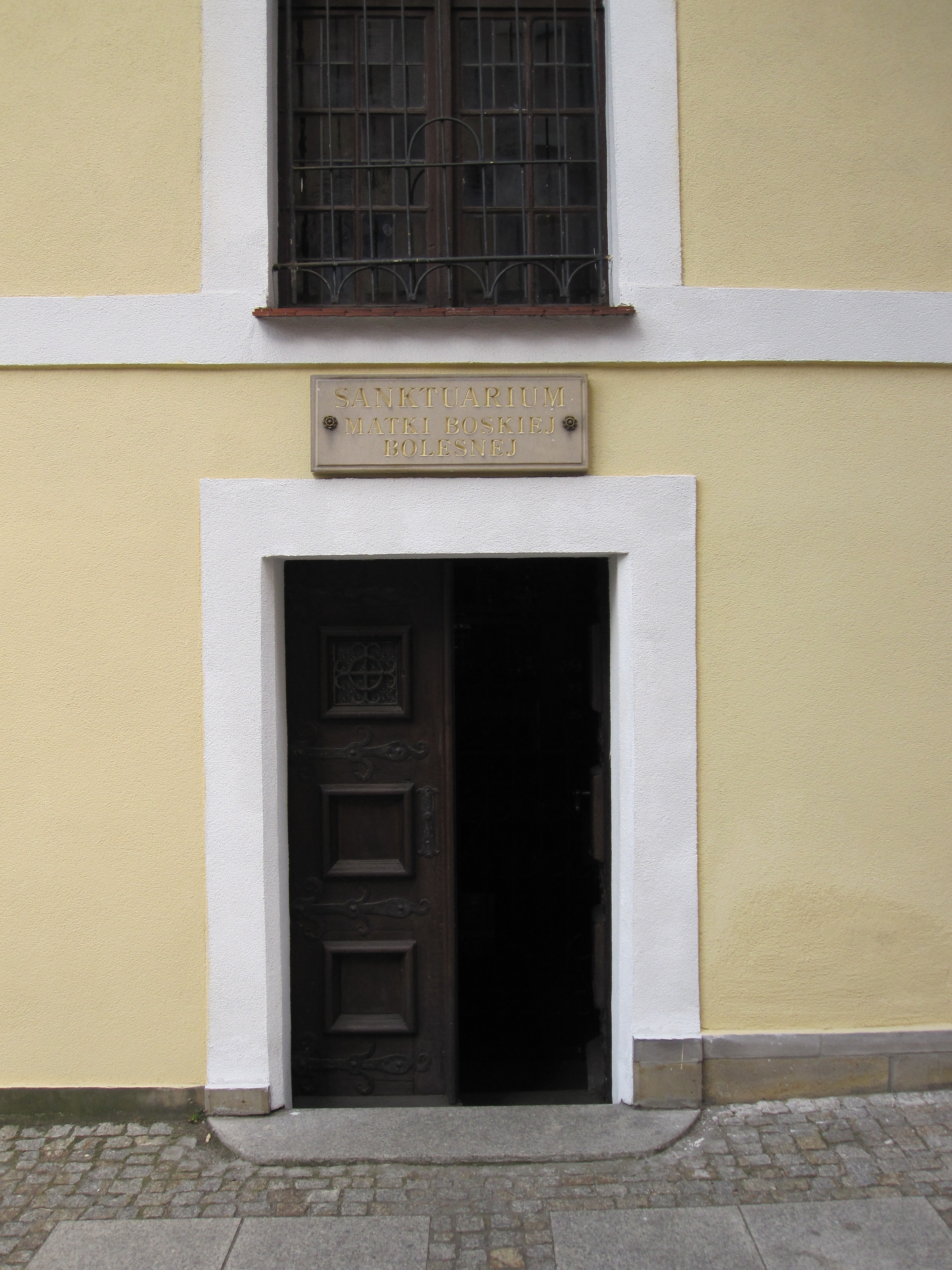
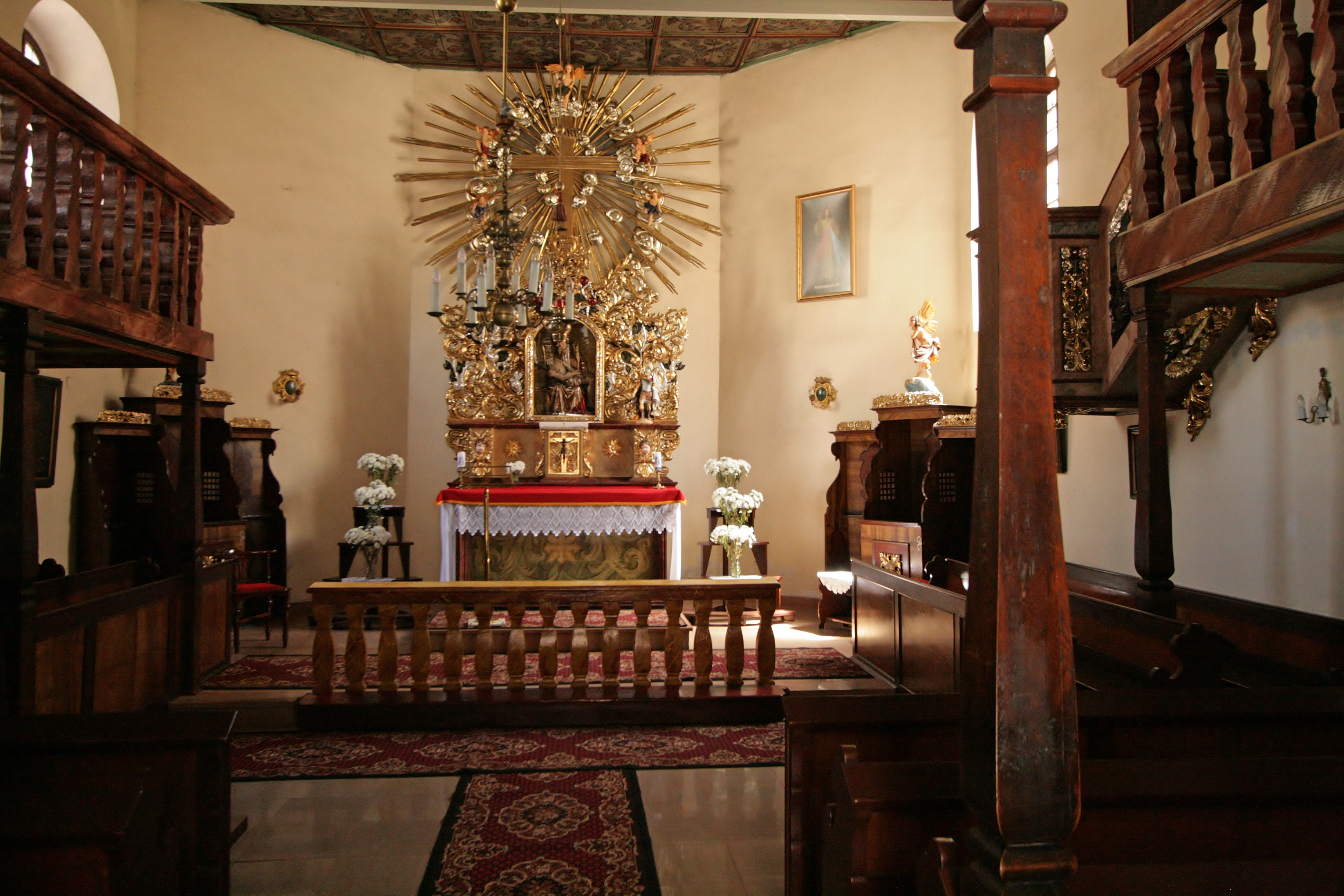
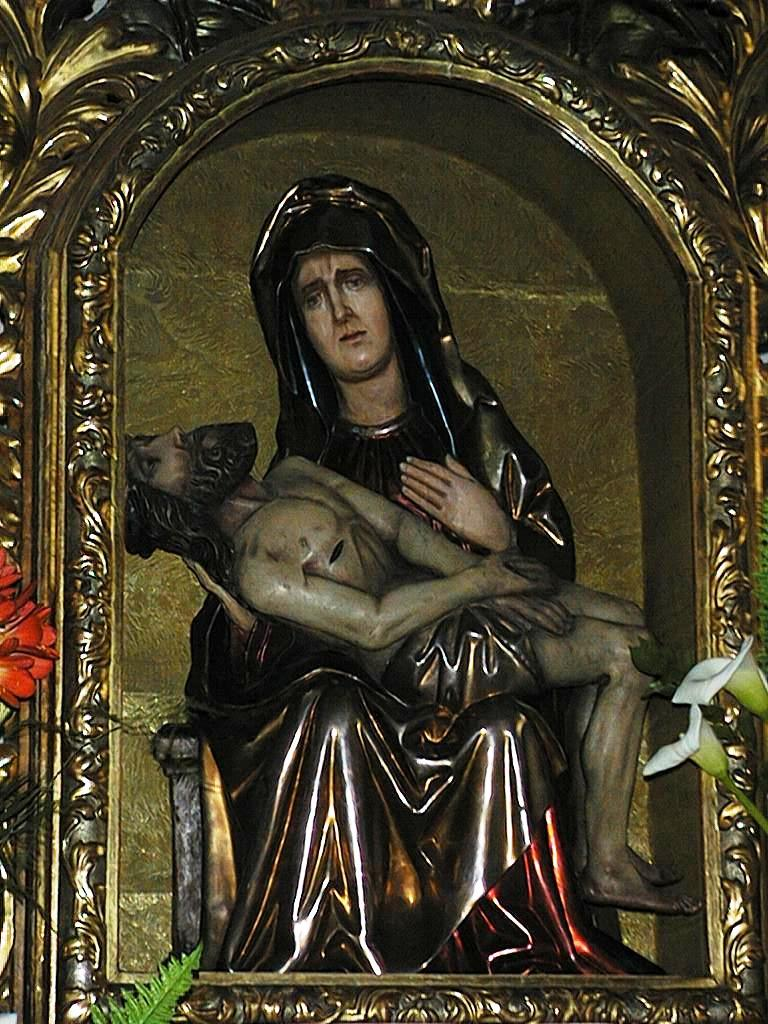
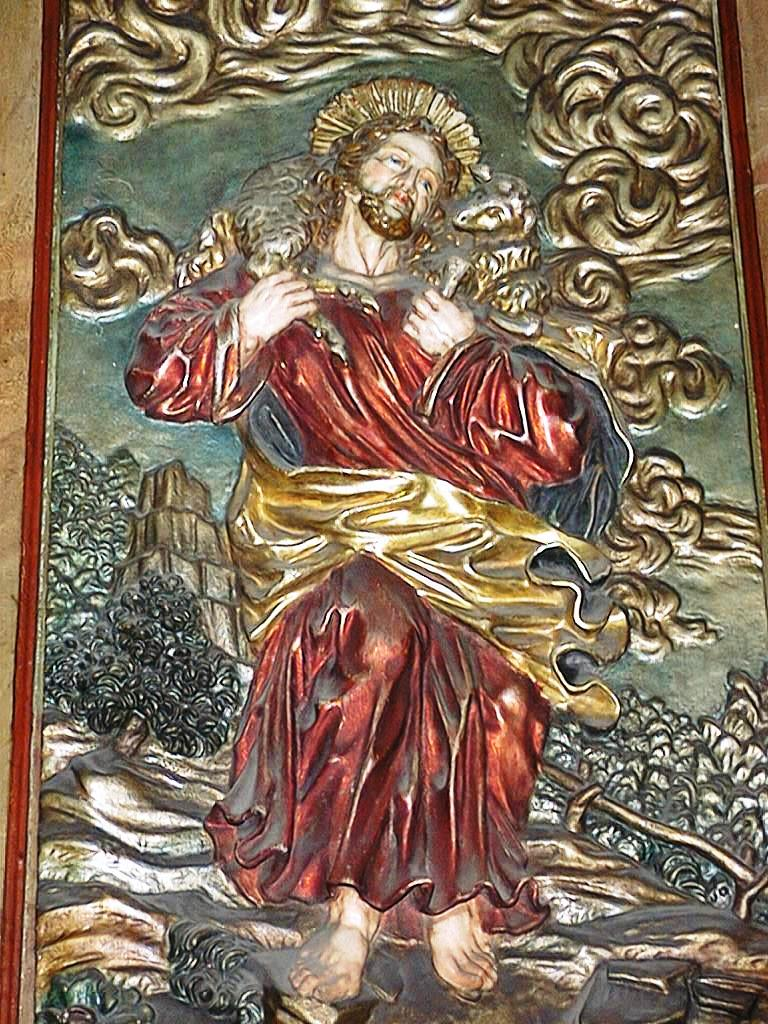